# 8e étape du Tour de France 1994
Pour un article plus général, voir Tour de France 1994.
La 8e étape du Tour de France 1994 a lieu le 10 juillet 1994 entre les villes de Poitiers et de Trélissac sur une distance de 218,5 km. Elle est remportée par Bo Hamburger.

## Parcours
Partant de Poitiers, l'étape prend la direction du sud, avec une arrivée à Trélissac, commune du Périgord, en passant par la Charente et la Haute-Vienne. Relativement plat, avec deux difficultés répertoriées en 4e catégorie au classement de la montagne, le parcours compte également trois sprints intermédiaires, jugés à La Villedieu-du-Clain, Piégut-Pluviers et Le Change.

## La course
Comme les jours précédents, le début d'étape est marqué par la lutte pour le maillot jaune, Gianluca Bortolami remportant le premier sprint de bonification devant Johan Museeuw, ce qui lui permet de passer à la seconde place au classement général. Après plusieurs tentatives d'échappée, notamment lancées par Jacky Durand, un groupe de quatre parvient à s'extraire du peloton après 106 kilomètres de course, avec Luc Leblanc, Rolf Aldag, Ángel Camargo et le jeune danois Bo Hamburger. Favorisée par une chute dans le peloton, qui met à terre Museeuw, l'échappée prend jusqu'à 8 min 10 s d'avance. Aldag et Leblanc, très proches au classement, se disputent les bonifications des sprints intermédiaires dans l'éventualité de récupérer le maillot jaune. Mais le peloton finit par réagir, emmené par les équipes GB-MG, Mapei et Banesto, et réduit significativement l'écart, évitant que Leblanc, cinquième du Tour de France 1991 et sixième du dernier Tour d'Espagne, ne se rapproche trop au classement.
Dans le final, Hamburger parvient à surprendre ses compagnons d'échappée, et s'adjuge le gain de l'étape, l'unique victoire de sa carrière dans un Grand Tour. Le peloton, réglé par Emmanuel Magnien, termine à un peu plus de deux minutes du vainqueur. Rolf Aldag et Luc Leblanc se rapprochent à un peu plus d'une minute de Johan Museeuw au classement général, mais restent en-dehors des dix premières places.

## Classement de l'étape
| Classement de la 8e étape | Classement de la 8e étape | Classement de la 8e étape | Classement de la 8e étape | Classement de la 8e étape |
|                           | Coureur                   | Pays                      | Équipe                    | Temps                     |
| ------------------------- | ------------------------- | ------------------------- | ------------------------- | ------------------------- |
| 1er                       | Bo Hamburger              | Danemark                  | TVM-Bison Kit             | en 5 h 9 min 27 s         |
| 2e                        | Ángel Camargo             | Colombie                  | Kelme-Avianca-Gios        | + 1 s                     |
| 3e                        | Rolf Aldag                | Allemagne                 | Telekom-Merckx            | + 5 s                     |
| 4e                        | Luc Leblanc               | France                    | Festina-Lotus             | + 5 s                     |
| 5e                        | Emmanuel Magnien          | France                    | Castorama                 | + 2 min 16 s              |
| 6e                        | Ján Svorada               | Slovaquie                 | Lampre-Panaria            | + 2 min 16 s              |
| 7e                        | Djamolidine Abdoujaparov  | Ouzbékistan               | Polti-Vaporetto           | + 2 min 16 s              |
| 8e                        | Silvio Martinello         | Italie                    | Mercatone Uno-Medeghini   | + 2 min 16 s              |
| 9e                        | Nicola Minali             | Italie                    | Gewiss-Ballan             | + 2 min 16 s              |
| 10e                       | Gianluca Bortolami        | Italie                    | Mapei-CLAS                | + 2 min 16 s              |
| modifier                  |                           |                           |                           |                           |

## Classement général
| Classement général après la 8e étape | Classement général après la 8e étape | Classement général après la 8e étape | Classement général après la 8e étape | Classement général après la 8e étape |
|                                      | Coureur                              | Pays                                 | Équipe                               | Temps                                |
| ------------------------------------ | ------------------------------------ | ------------------------------------ | ------------------------------------ | ------------------------------------ |
| 1er                                  | Johan Museeuw                        | Belgique                             | GB-MG Boys Maglificio                | en 39 h 52 min 45 s                  |
| 2e                                   | Gianluca Bortolami                   | Italie                               | Mapei-CLAS                           | + 5 s                                |
| 3e                                   | Sean Yates                           | Royaume-Uni                          | Motorola                             | + 10 s                               |
| 4e                                   | Frankie Andreu                       | États-Unis                           | Motorola                             | + 14 s                               |
| 5e                                   | Flavio Vanzella                      | Italie                               | GB-MG Boys Maglificio                | + 23 s                               |
| 6e                                   | Djamolidine Abdoujaparov             | Ouzbékistan                          | Polti-Vaporetto                      | + 23 s                               |
| 7e                                   | Miguel Indurain                      | Espagne                              | Banesto                              | + 30 s                               |
| 8e                                   | Lance Armstrong                      | États-Unis                           | Motorola                             | + 42 s                               |
| 9e                                   | Armand de Las Cuevas                 | France                               | Castorama                            | + 48 s                               |
| 10e                                  | Tony Rominger                        | Suisse                               | Mapei-CLAS                           | + 58 s                               |
| modifier                             |                                      |                                      |                                      |                                      |

## Classements annexes

### Classement par points
| Classement par points | Classement par points    | Classement par points | Classement par points   | Classement par points |
| --------------------- | ------------------------ | --------------------- | ----------------------- | --------------------- |
|                       | Coureur                  | Pays                  | Équipe                  | Point(s)              |
| 1er                   | Djamolidine Abdoujaparov | Ouzbékistan           | Polti-Vaporetto         | 203 points            |
| 2e                    | Silvio Martinello        | Italie                | Mercatone Uno-Medeghini | 157 pts               |
| 3e                    | Olaf Ludwig              | Allemagne             | Telekom-Merckx          | 131 pts               |
| modifier              |                          |                       |                         |                       |

### Classement du meilleur grimpeur
| Classement du meilleur grimpeur | Classement du meilleur grimpeur | Classement du meilleur grimpeur | Classement du meilleur grimpeur | Classement du meilleur grimpeur |
| ------------------------------- | ------------------------------- | ------------------------------- | ------------------------------- | ------------------------------- |
|                                 | Coureur                         | Pays                            | Équipe                          | Point(s)                        |
| 1er                             | Peter De Clercq                 | Belgique                        | Lotto-Caloi                     | 51 points                       |
| 2e                              | Francisco Cabello               | Espagne                         | Kelme-Avianca-Gios              | 30 pts                          |
| 3e                              | Claudio Chiappucci              | Italie                          | Carrera-Tassoni                 | 28 pts                          |
| modifier                        |                                 |                                 |                                 |                                 |

### Classement du meilleur jeune
| Classement général du meilleur jeune | Classement général du meilleur jeune | Classement général du meilleur jeune | Classement général du meilleur jeune | Classement général du meilleur jeune |
|                                      | Coureur                              | Pays                                 | Équipe                               | Temps                                |
| ------------------------------------ | ------------------------------------ | ------------------------------------ | ------------------------------------ | ------------------------------------ |
| 1er                                  | Lance Armstrong                      | États-Unis                           | Motorola                             | en 39 h 53 min 27 s                  |
| 2e                                   | Abraham Olano                        | Espagne                              | Mapei-CLAS                           | + 34 s                               |
| 3e                                   | Bo Hamburger                         | Danemark                             | TVM-Bison Kit                        | + 40 s                               |
| modifier                             |                                      |                                      |                                      |                                      |

### Classement par équipes
| Classement par équipes | Classement par équipes | Classement par équipes | Classement par équipes |
|                        | Équipe                 | Pays                   | Temps                  |
| ---------------------- | ---------------------- | ---------------------- | ---------------------- |
| 1re                    | Motorola               | États-Unis             | en 119 h 39 min 1 s    |
| 2e                     | GB-MG Boys Maglificio  | Italie                 | + 43 s                 |
| 3e                     | Castorama              | France                 | + 1 min 36 s           |
| modifier               |                        |                        |                        |